# Ophiomonas protecta
Ophiomonas protecta is een slangster uit de familie Amphiuridae.
De wetenschappelijke naam van de soort werd in 1904 gepubliceerd door René Koehler.